# Pulpito del duomo di Pisa
Il pulpito, detto anche ambone o pergamo, del duomo di Pisa fu scolpito da Giovanni Pisano tra il 1302 e il 1311 e ne rappresenta uno dei capolavori.

## Storia
Il pulpito commissionato a Giovanni Pisano sostituì uno precedente, realizzato da Maestro Guglielmo (1157-1162), che fu inviato nel Duomo di Cagliari, allora dipendente dall'arcivescovo di Pisa.
Il pergamo di Giovanni Pisano fu terminato entro il 1311 e sopravvisse al grande incendio del Duomo del 25 ottobre 1596. Durante i lavori di restauro, tra il 1599 e il 1601, il pergamo venne smontato e i suoi pezzi furono collocati in posti diversi, tra cui il Campo Santo e i magazzini dell'Opera della Primaziale. Non venne rimontato fino al 1926, quando fu ricostruito in una posizione diversa da quella originaria e, sicuramente, con le parti non nello stesso ordine e orientamento di come era stato inteso dall'autore, non essendoci alcuna documentazione di come fosse la disposizione dei vari elementi, comprese le formelle, prima dello smantellamento. Non si sa neppure se possedesse o meno una scala in marmo.
Le quattro colonne "semplici" furono donate da Mussolini, all'epoca al potere dittatoriale, in quanto dopo la ricostruzione alcuni pezzi (come la scala) risultavano mancanti. Per onorare il Duce tali colonne furono messe in bella vista, posizionando le cariatidi nella parte retrostante, meno visibili, quando, si suppone, avrebbe dovuto essere esattamente al contrario.

## Descrizione
Con la sua articolata struttura architettonica e la complessa decorazione scultorea, l'opera è una delle più vaste narrazioni per immagini trecentesche che riflette il rinnovamento ed il fervore religioso dell'epoca.
Nelle formelle, leggermente ricurve, sono scolpiti con un linguaggio espressivo gli episodi della Vita di Cristo:
1. Annunciazione, Visitazione e Nascita del battista
2. Natività e Annuncio ai pastori
3. Sogno e adorazione dei Magi
4. Presentazione di Gesù al tempio e Fuga in egitto
5. Strage degli Innocenti
6. Bacio di Giuda, Incoronazione di spine, Flagellazione
7. Crocifissione
8. Giudizio Universale (nei due riquadri degli Eletti e dei Dannati con al centro Cristo Giudice

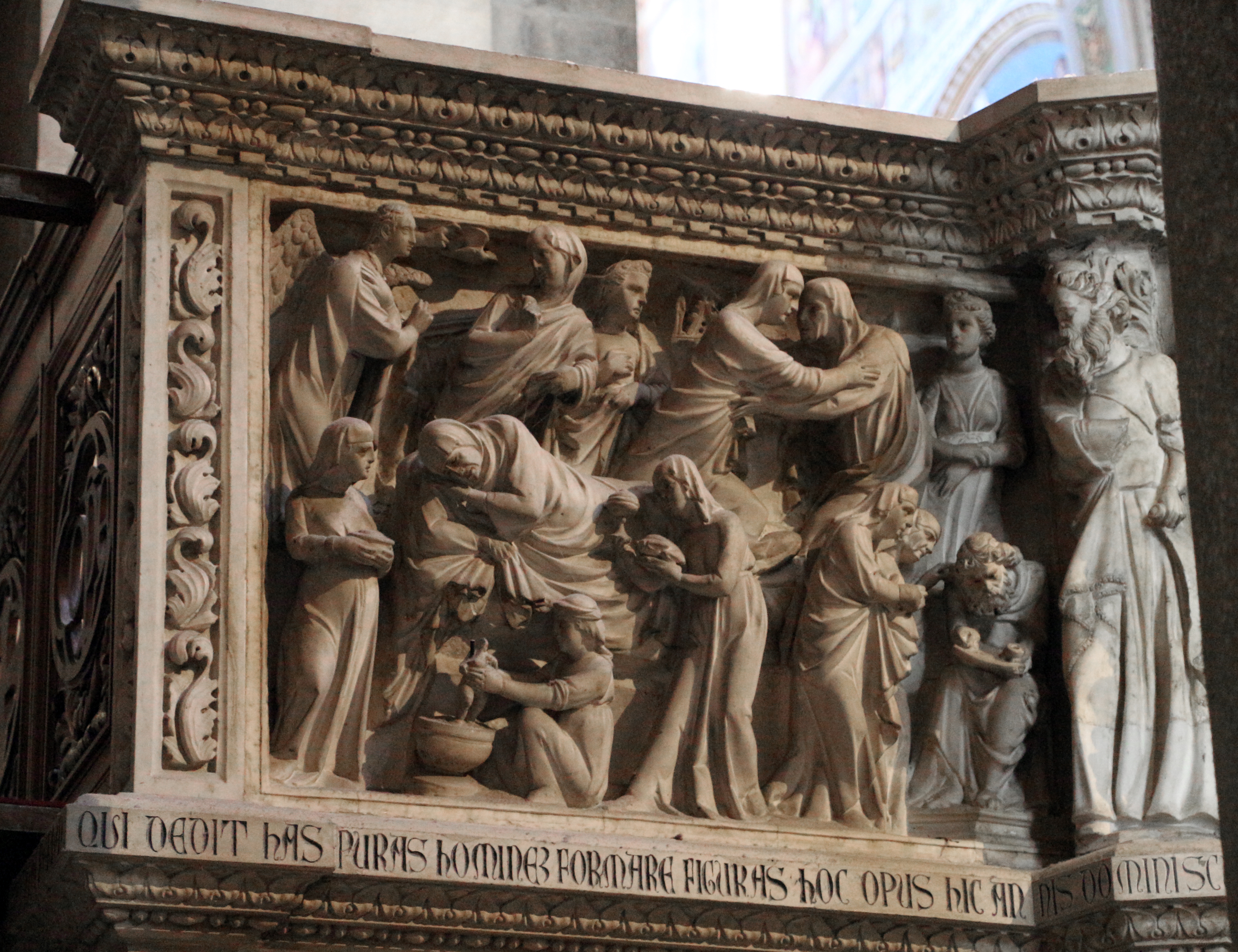
Annunciazione, Visitazione e Nascita del battista
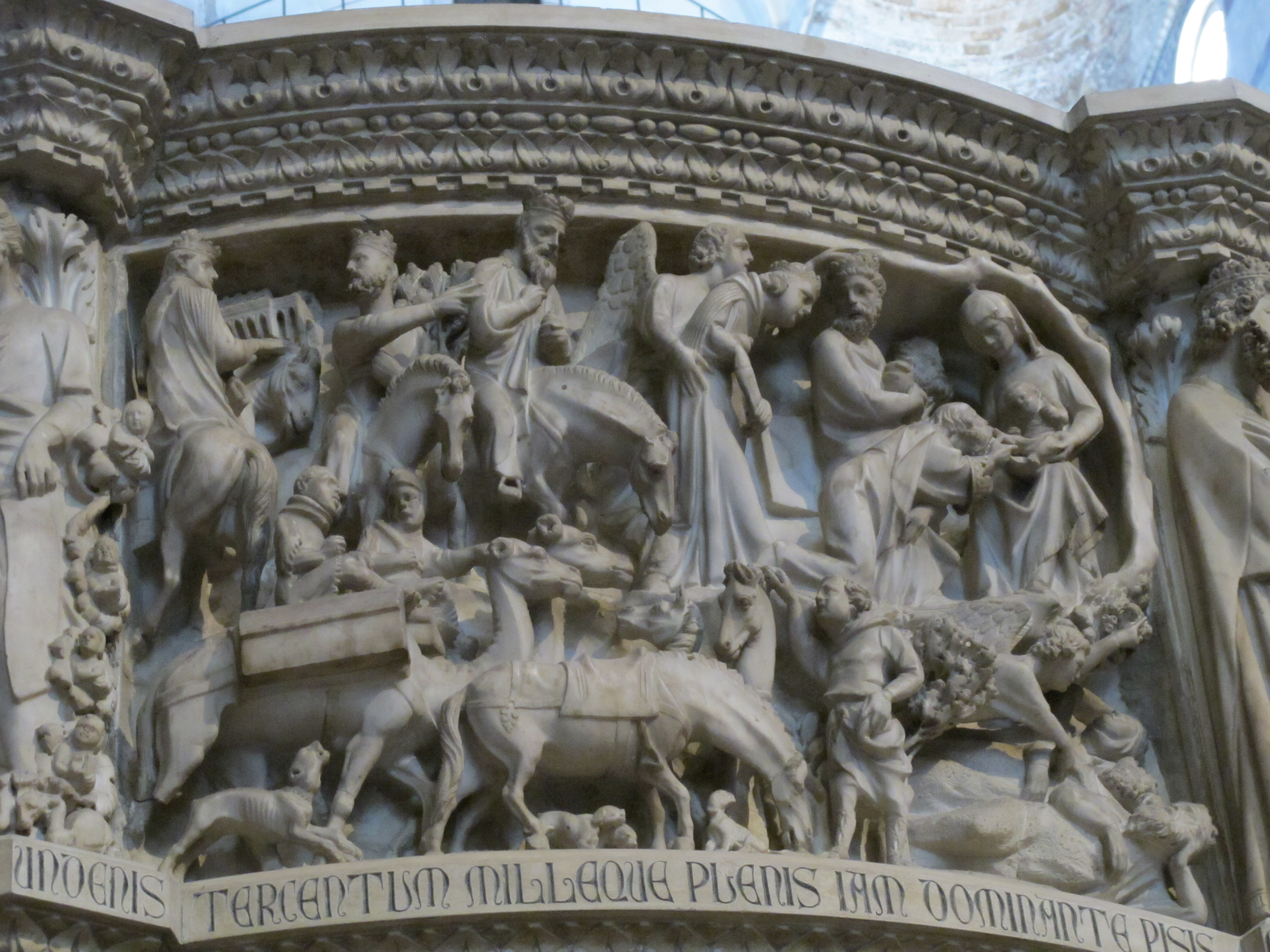
Adorazione dei Magi
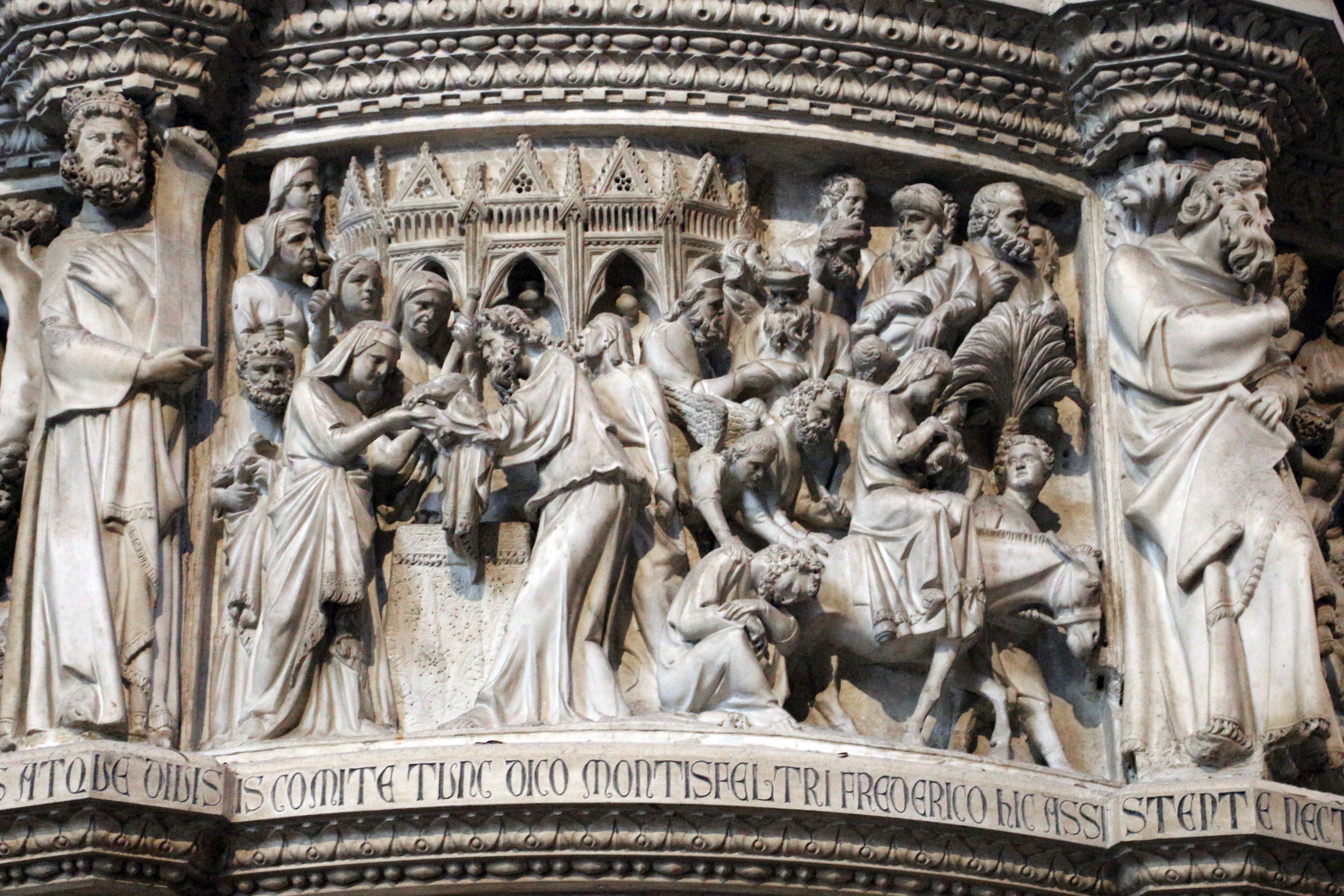
Presentazione di Gesù al tempio e Fuga in egitto
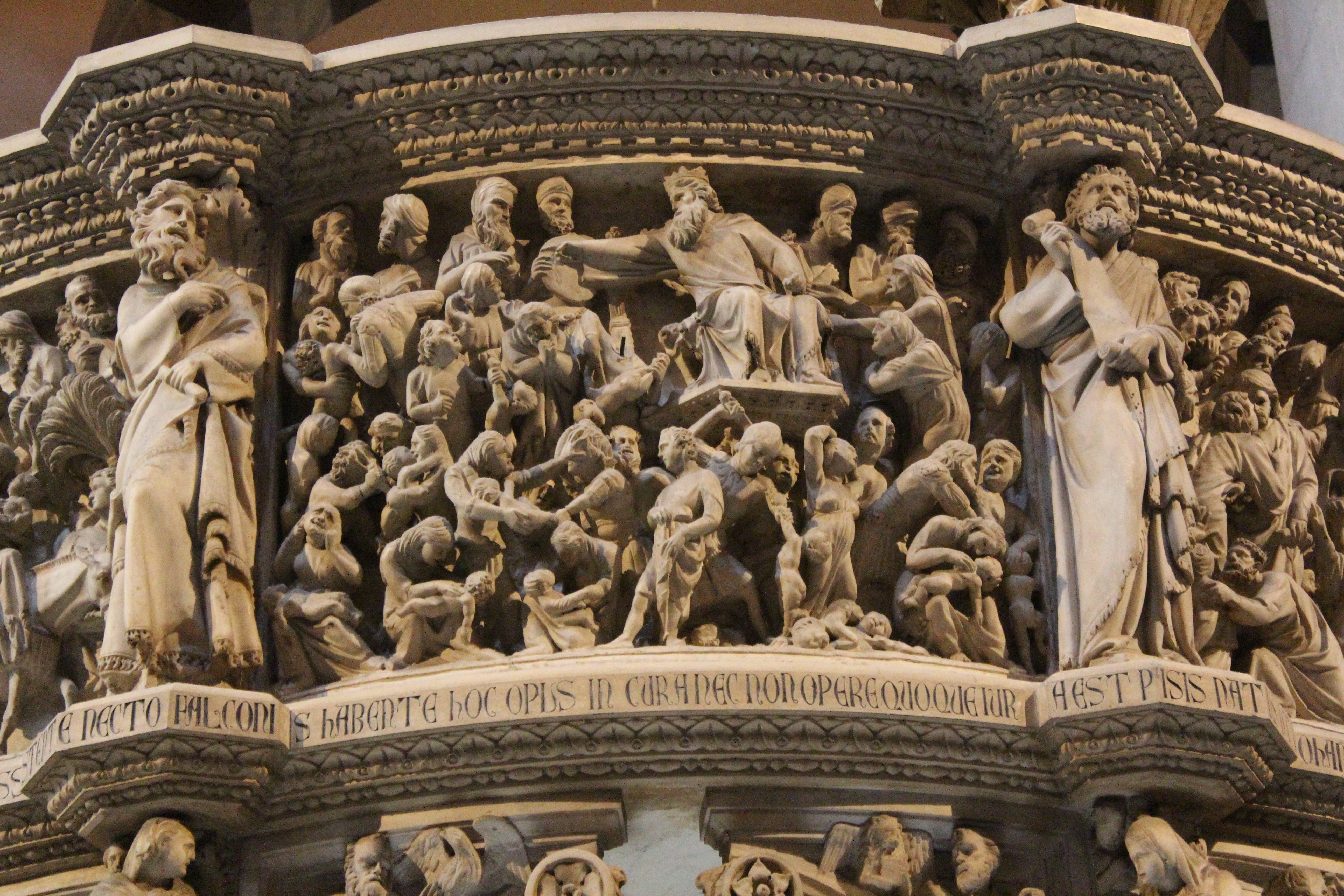
Strage degli Innocenti
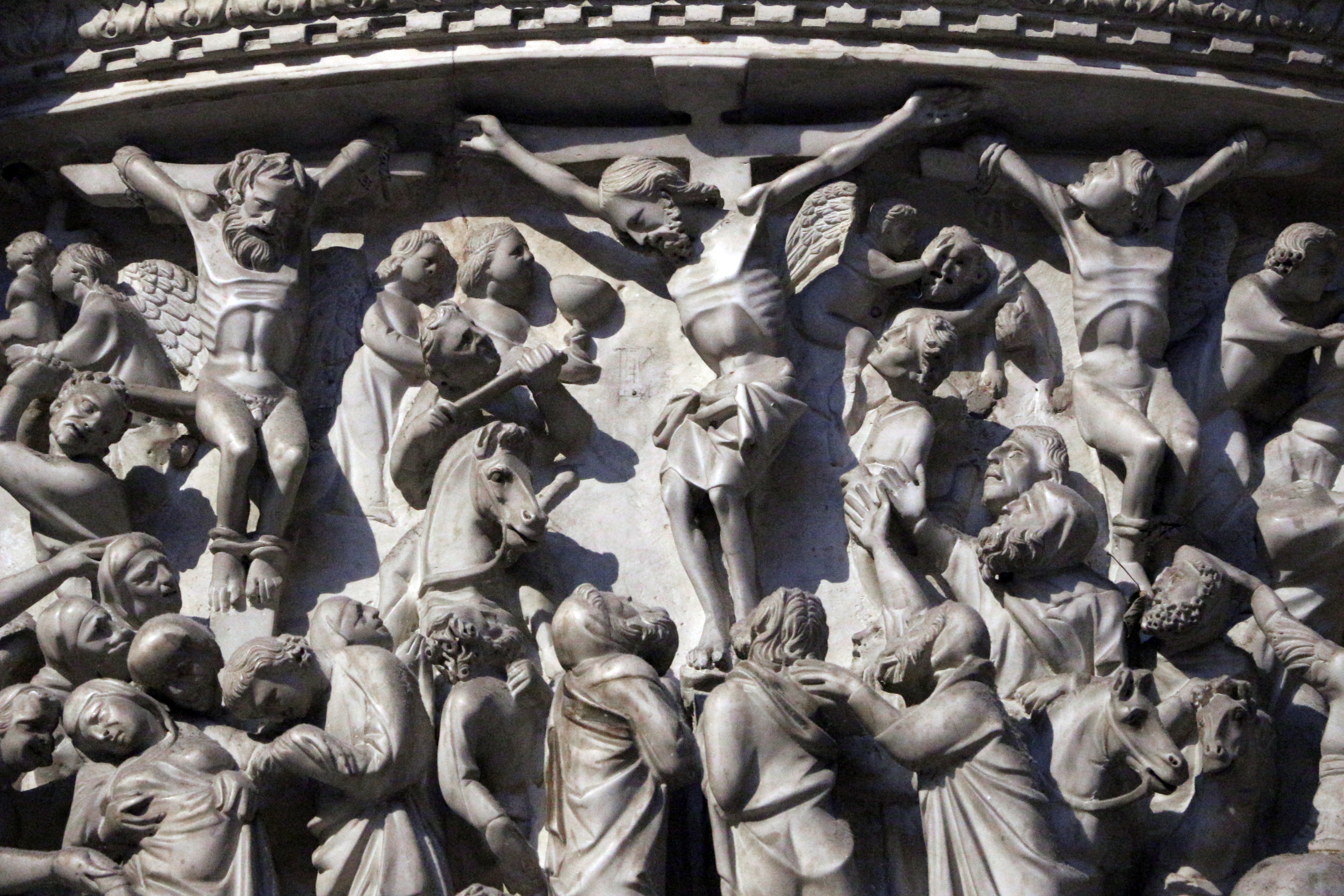
Crocifissione
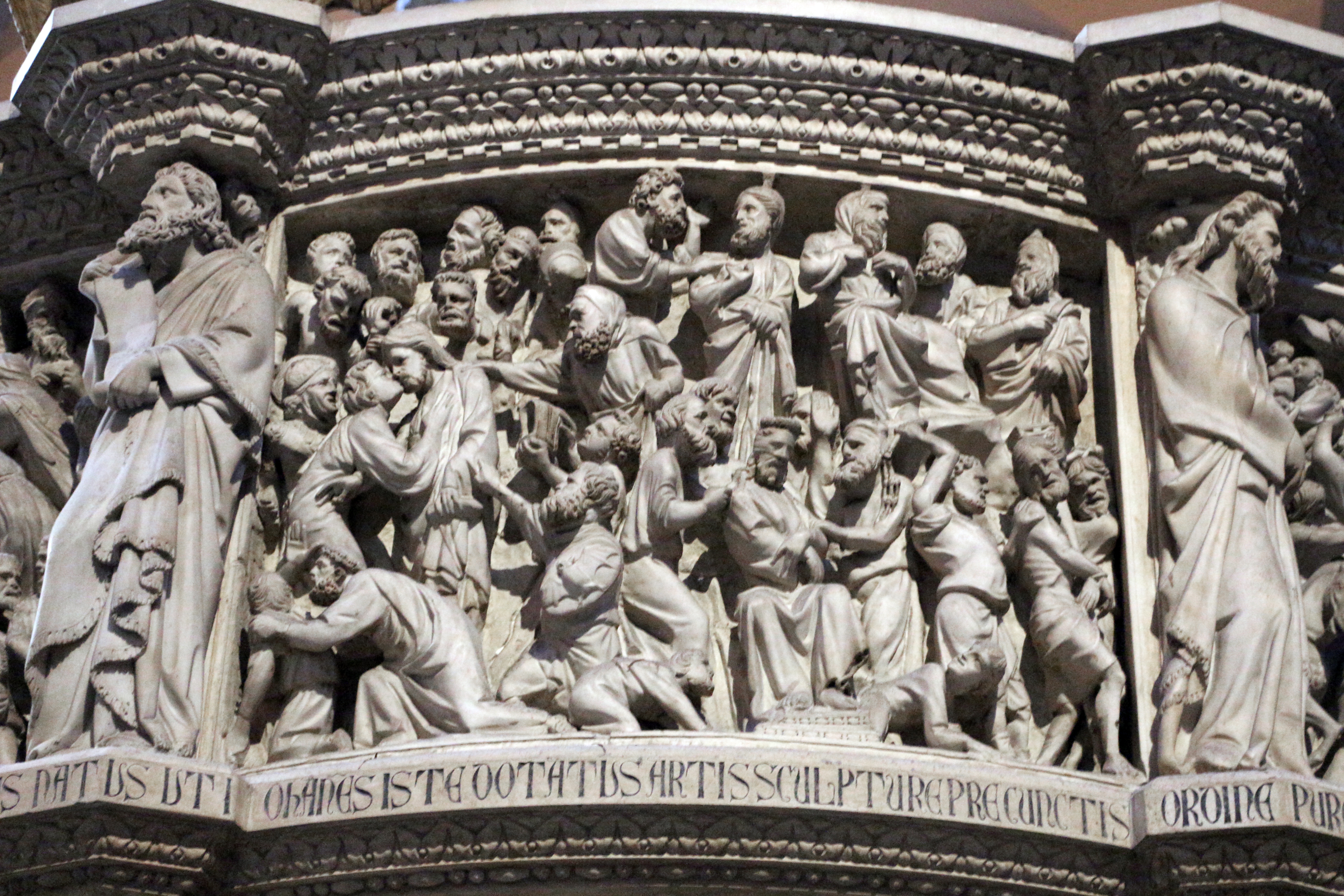
Bacio di Giuda, Incoronazione di spine, Flagellazione
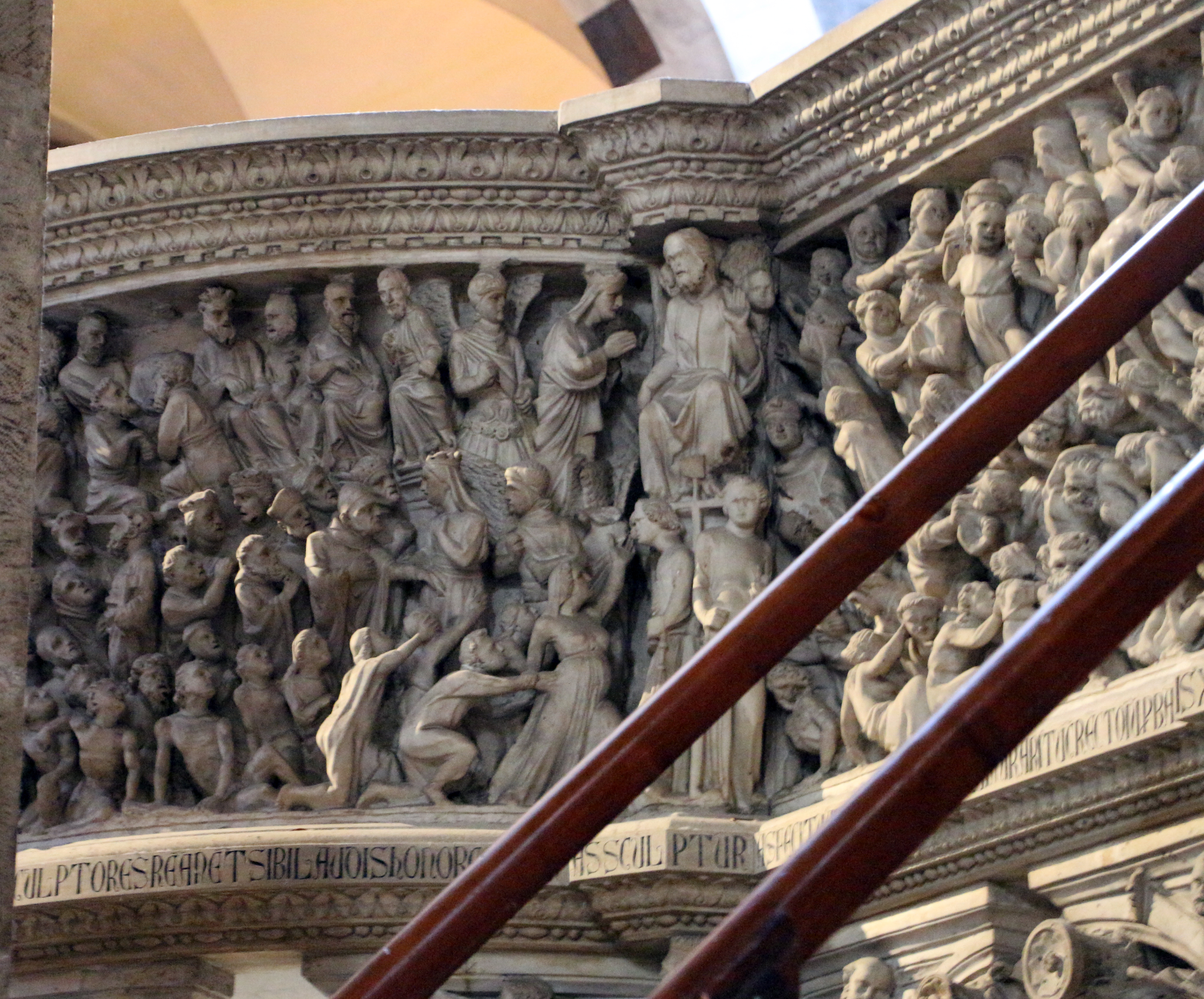
Il Giudizio universale

La struttura è poligonale, come gli analoghi esempi precedenti, nel battistero di Pisa, nel duomo di Siena e nella chiesa di Sant'Andrea di Pistoia, ma per la prima volta i pannelli sono leggermente incurvati, dando un'idea di circolarità nuova nel suo genere. Altrettanto originali sono:
- La presenza di cariatidi e telamoni veri e propri, cioè figure scolpite al posto delle semplici colonne, con vari significati simbolici
- L'adozione di mensole a volute in luogo degli archetti per sostenere il piano rialzato
- Lo straordinario senso di movimento, dato dalle numerosissime figure che riempiono ogni spazio vuoto.

Questa opera presenta dei rilievi con un linguaggio un po' più compassato, rispetto al dirompente dinamismo del pergamo pistoiese, mentre sono più rilevanti le novità architettoniche. Il carattere dinamico dell'opera è evidenziato dalla grande varietà delle pose dei personaggi e degli animali e dalla presenza tipicamente gotica di ritmi eleganti e curvilinei. Secondo l'uso medievale, scene cronologicamente successive sono inserite nello stesso riquadro: possiamo vedere contemporaneamente i tre Magi svegliati dall'angelo, alla ricerca del Messia neonato, e già giunti alla capanna della Sacra Famiglia.  
Lo svolgimento della storia è anche animato da cani, cavalli nonché da animali esotici come i cammelli, mentre sullo sfondo si osservano brani di paesaggio aventi un gusto naturalistico.
Una delle cariatidi simboleggia l'Ecclesia, ed ha alla base la serie delle quattro virtù cardinali personificate (giustizia, fortezza, temperanza e prudenza), tra le quali spicca la nuda Prudenza, che riprende la posa della Venus pudica. Ma queste virtù, come recita l'iscrizione di Giovanni stesso, hanno un significato più ampio, quali quattro parti del mondo, quattro fiumi del Paradiso e quattro età della donna. Giovanni creò quindi una summa dell'universo enciclopedico dell'epoca.

## Galleria d'immagini

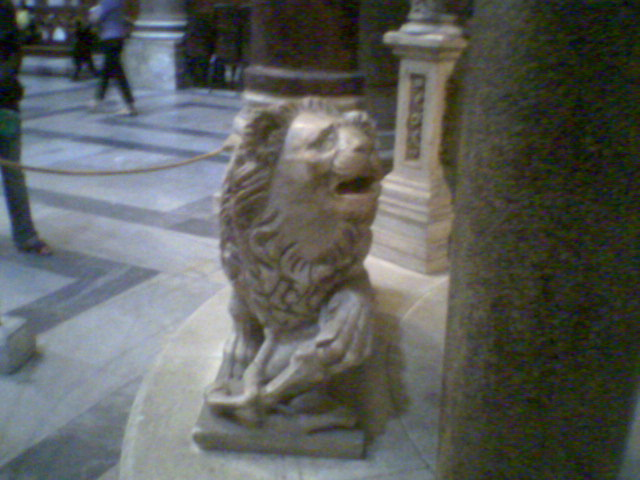
Leone stiloforo
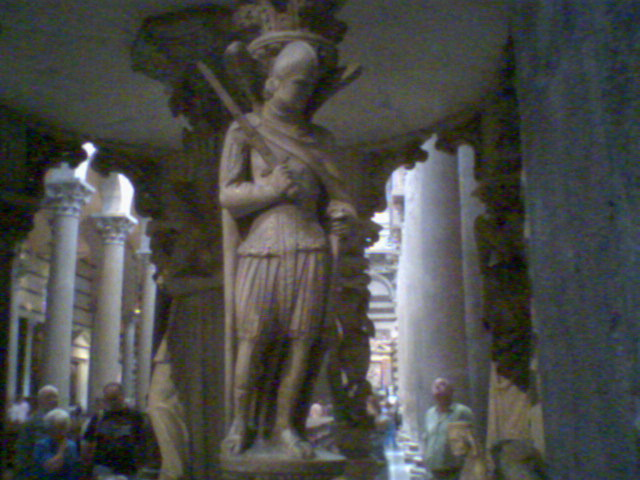
Telamone con Arcangelo
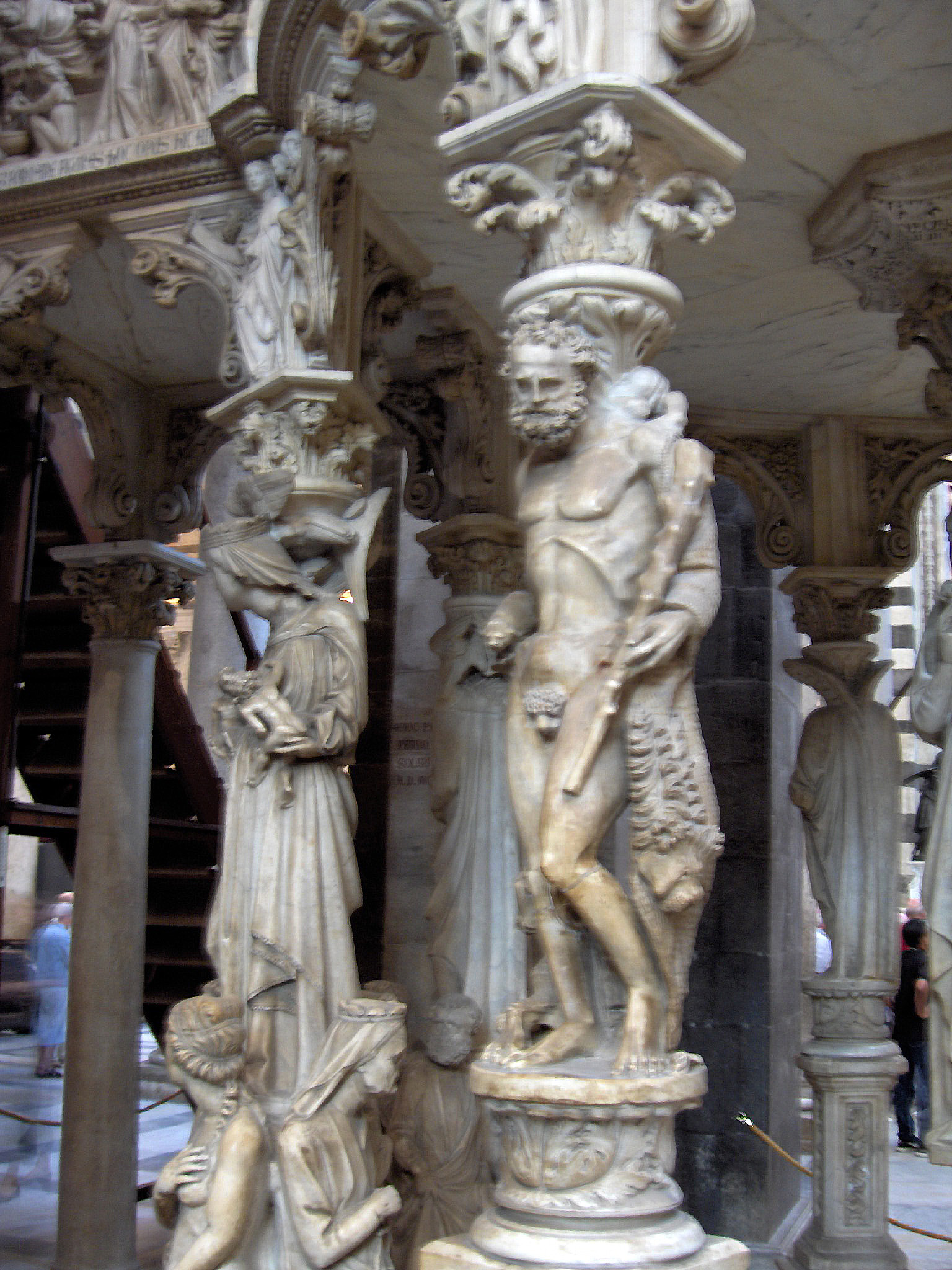
Ecclesia con le virtù cardinali e Telamone con Ercole
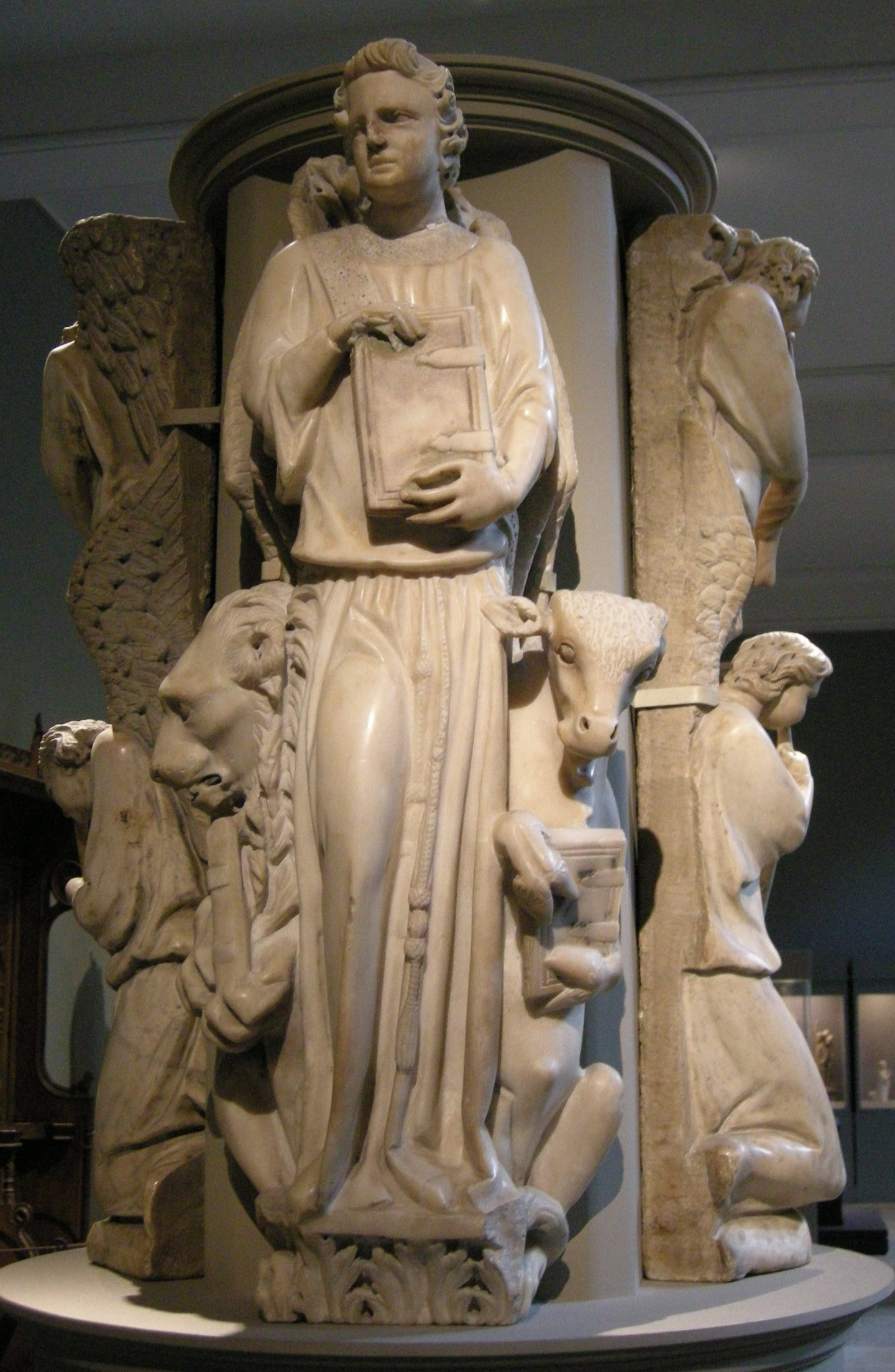
Parti del pergamo non utilizzate e conservate presso il Metropolitan Museum of Art
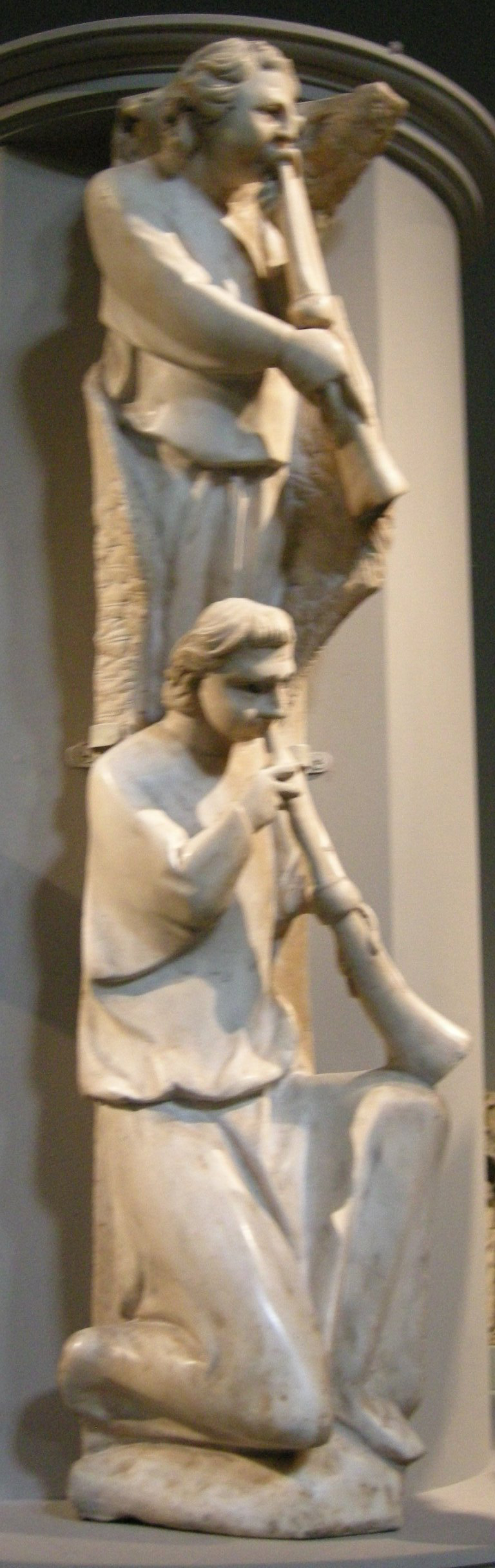
Parti del pergamo non utilizzate e conservate presso il Metropolitan Museum of Art
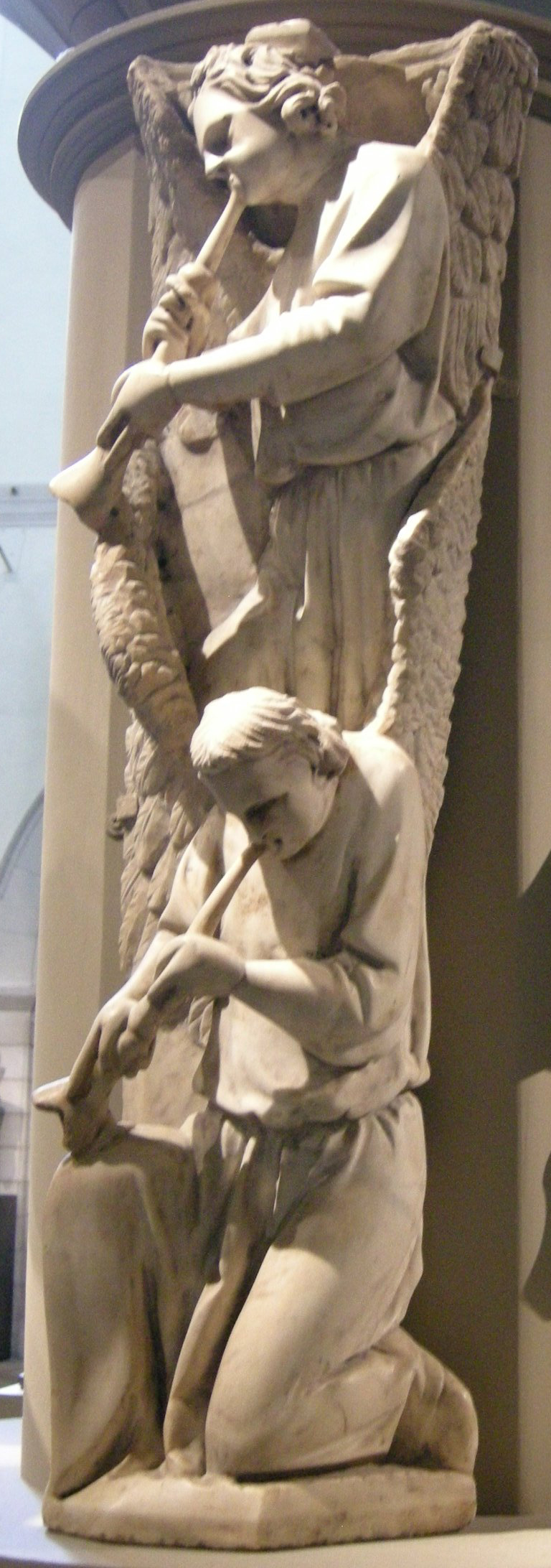
Parti del pergamo non utilizzate e conservate presso il Metropolitan Museum of Art